# Slot Herten
Het Slot Herten is een waterslot in de Duitse stad Herten. Het werd voor het eerst genoemd in 1376, maar de huidige staat bereikte het in de zeventiende eeuw.

## Beschrijving
Het kasteel bestaat uit een voor- en een hoofdburcht, die beide op een eiland liggen en met een brug met elkaar verbonden zijn. 
De voorburcht bestaat uit een bakstenen huis en een kapel. Het huis, dat uit de zestiende eeuw stamt, heeft twee vleugels, maar van de noordelijke is slechts nog een ruïne behouden. De kapel is een gotische kapel uit Gelsenkirchen, die in 1908 afgebroken werd en op het Slot Herten weer opgebouwd.
De hoofdburcht bestaat uit vier bakstenen vleugels die een binnenhof omsluiten. Behalve de lagere zuidvleugel hebben alle vleugels twee verdiepingen met daarop een zolderverdieping. Op drie hoekpunten bevinden zich ronde torens met een kegeldak. Het interieur van het kasteel stamt grotendeels uit de jaren zestig van de twintigste eeuw. Alleen in de oostvleugel zijn barokke delen overgebleven.
Om het kasteel ligt een slotpark met kronkelende weggetjes en vijvers.

## Geschiedenis
Het kasteel werd in de veertiende eeuw gebouwd. Toen het in 1376 voor het eerst genoemd werd als leen van de Abdij van Werden bevond het zich in het bezit van de familie Van Galen. Vanwege huwelijken ging het in de vijftiende eeuw over op de familie Von Stecke en in de zestiende eeuw op de familie Nesselrode, die het tot vlak na de Eerste Wereldoorlog zou bewonen.
Nadat in 1687 een grote brand de west- en de noordvleugel had verwoest, werd het kasteel in de jaren tot 1702 in barokke stijl herbouwd. In de achttiende eeuw ontstond rondom het slot ook een barokke tuin met een orangerie en een vierkant tuinpaviljoen, het tabakshuisje genoemd. In de negentiende en twintigste eeuw werd het uiterlijk van de tuin ingrijpend aangepast.
Sinds het einde van de Eerste Wereldoorlog werd het kasteel niet meer bewoond en verviel het, onder andere door mijnschade, tot een ruïne. Tussen 1968 en 1984 werd het kasteel ingrijpend gerestaureerd, waarbij de oorspronkelijke houten funderingen en plafonds door staalbeton werden vervangen.

## Tegenwoordig gebruik
Sinds 1986 worden delen van het slot door een psychiatrisch ziekenhuis als dagkliniek en sociaal centrum gebruikt.